# Roberto Falcón
Roberto Falcón (Pehuajó, Provincia de Buenos Aires; 21 de diciembre de 1973) es un piloto argentino de automovilismo. Desarrolló su carrera deportiva compitiendo principalmente en las categorías de turismos TC Pista y Top Race V6 de su país. Al mismo tiempo, tuvo un pequeño paso por el TC 2000 de segunda división, donde compitió en el año 2012 al comando de un Honda New Civic del equipo Pro Rally Team. Actualmente, forma parte de un grupo de pilotos argentinos que compiten en el Campeonato de Nürburgring de Resistencia de la VLN, donde participó en reiteradas oportunidades, siendo bicampeón de la Clase V3 en las ediciones 2017 y 2018, al comando de un Toyota 86 del equipo Mathol Racing.

## Resumen de carrera
| Temporada | Categoría                                                                         | Equipo                                                               | Carreras | Victorias | Poles | VR | Podios | Puntos | Pos.  |
| --------- | --------------------------------------------------------------------------------- | -------------------------------------------------------------------- | -------- | --------- | ----- | -- | ------ | ------ | ----- |
| 2005      | TC Pista                                                                          | s/d                                                                  | 15       | 0         | 0     | 0  | 0      | 27     | 31.º  |
| 2006      | TC Pista                                                                          | s/d                                                                  | 15       | 0         | 0     | 0  | 0      | 62,75  | 20.º  |
| 2007      | Top Race Junior                                                                   | GT Racing                                                            | 8        | 0         | 0     | 0  | 1      | 47     | 10.º  |
| 2007      | TC Pista                                                                          | s/d                                                                  | 13       | 0         | 0     | 0  | 0      | 51,5   | 25.º  |
| 2008      | TC Pista                                                                          | Falcón Competición                                                   | 15       | 0         | 0     | 0  | 0      | 24     | 36.º  |
| 2009      | Top Race V6                                                                       | Gurini Motorsport                                                    | 4        | 0         | 0     | 0  | 0      | 8      | 27.º  |
| 2009      | TC Pista                                                                          | DC Performance SB Racing                                             | 12       | 0         | 0     | 0  | 0      | 53,5   | 24.º  |
| 2010      | Top Race V6 - Copa América                                                        | Abraham Sport Racing                                                 | 1        | 0         | 0     | 0  | 0      | -      | NC    |
| 2010      | TC Pista                                                                          | Falcón Motorsport SB Racing                                          | 3        | 0         | 0     | 0  | 0      | 1      | 61.º  |
| 2011      | TC Pista                                                                          | Galarza Racing                                                       | 16       | 0         | 0     | 0  | 0      | 69,5   | 21.º  |
| 2012      | TC 2000                                                                           | Pro Rally                                                            | 7        | 0         | 0     | 0  | 1      | 87     | 7.º   |
| 2012      | TC Pista                                                                          | Galarza Racing Jorge Alifraco Racing JMT Motorsport                  | 7        | 0         | 0     | 0  | 0      | 19     | 39.º  |
| 2015      | 24 Horas de Nürburgring - Clase V4                                                | Speedworxx Racing                                                    | 1        | 0         | 0     | 0  | 0      | -      | 3.º   |
| 2015      | Campeonato de Nürburgring de Resistencia de la VLN                                | Speedworxx Racing                                                    | 1        | 0         | 0     | 0  | 0      | 1,5    | 807.º |
| 2015      | Campeonato de Nürburgring de Resistencia de la VLN Trofeo de Coches de Producción | Speedworxx Racing                                                    | 1        | 0         | 0     | 0  | 0      | 1,5    | 220.º |
| 2015      | Campeonato de Nürburgring de Resistencia de la VLN - Clase V6                     | Speedworxx Racing                                                    | 1        | 0         | 0     | 0  | 0      | -      | -     |
| 2016      | 24 Horas de Nürburgring - Clase V6                                                | Speedworxx Racing                                                    | 1        | 0         | 0     | 0  | 0      | -      | NC    |
| 2016      | Campeonato de Nürburgring de Resistencia de la VLN                                | AC Mayen e.V. im ADAC Speedworxx Racing Team Securtal Sorg Rennsport | 5        | 0         | 0     | 0  | 0      | 21,44  | 246.º |
| 2016      | Campeonato de Nürburgring de Resistencia de la VLN Trofeo de Coches de Producción | AC Mayen e.V. im ADAC Speedworxx Racing Team Securtal Sorg Rennsport | 4        | 0         | 0     | 0  | 0      | 16,44  | 64.º  |
| 2016      | Campeonato de Nürburgring de Resistencia de la VLN - Clase SP4T                   | AC Mayen e.V. im ADAC                                                | 1        | 1         | 1     | 1  | 1      | s/d    | s/d   |
| 2016      | Campeonato de Nürburgring de Resistencia de la VLN - Clase V4                     | Speedworxx Racing Team Securtal Sorg Rennsport                       | 2        | 0         | 0     | 0  | 0      | s/d    | s/d   |
| 2016      | Campeonato de Nürburgring de Resistencia de la VLN - Clase V5                     | s/d                                                                  | 1        | 0         | 0     | 0  | 0      | s/d    | s/d   |
| 2016      | Campeonato de Nürburgring de Resistencia de la VLN - Clase V6                     | Speedworxx Racing                                                    | 2        | 0         | 0     | 0  | 1      | s/d    | s/d   |
| 2017      | 24 Horas de Nürburgring - Clase Cup5                                              | Team Mathol Racing e. V.                                             | 1        | 0         | 0     | 0  | 0      | -      | 11.º  |
| 2017      | Campeonato de Nürburgring de Resistencia de la VLN - Clase Cup5                   | Team Mathol Racing e.V.                                              | 1        | 0         | 0     | 0  | 0      | 4      | 37.º  |
| 2017      | Campeonato de Nürburgring de Resistencia de la VLN - Clase V3                     | Team Mathol Racing e.V.                                              | 7        | 4         | 7     | 6  | 8      | s/d    | 1.º   |
| 2017      | Campeonato de Nürburgring de Resistencia de la VLN - Clase V6                     | Team Mathol Racing e.V.                                              | 1        | 0         | 0     | 0  | 0      | s/d    | s/d   |
| 2018      | 24 Horas de Nürburgring - Clase V6                                                | Team Mathol Racing e. V.                                             | 1        | 0         | 0     | 0  | 1      | -      | 3.º   |
| 2018      | Campeonato de Nürburgring de Resistencia de la VLN - Clase Cup5                   | Team Mathol Racing e.V.                                              | 1        | 0         | 0     | 0  | 0      | s/d    | s/d   |
| 2018      | Campeonato de Nürburgring de Resistencia de la VLN - Clase SP3                    | Team Mathol Racing e.V.                                              | 2        | 0         | 0     | 0  | 2      | s/d    | s/d   |
| 2018      | Campeonato de Nürburgring de Resistencia de la VLN - Clase V3                     | Team Mathol Racing e.V.                                              | 5        | 3         | 5     | 5  | 6      | s/d    | 1.º   |
| 2018      | Campeonato de Nürburgring de Resistencia de la VLN - Clase V6                     | Team Mathol Racing e.V.                                              | 0        | 0         | 0     | 0  | 0      | -      | NC    |
| 2019      | 24 Horas de Nürburgring - Clase V6                                                | Team Mathol Racing e. V.                                             | 1        | 0         | 0     | 0  | 0      | -      | NC    |
| 2019      | Campeonato de Nürburgring de Resistencia de la VLN - Clase V6                     | Team Mathol Racing e.V.                                              | 5        | 2         | 1     | 1  | 5      | 37,22  | 6.º   |
| 2019      | Campeonato de Nürburgring de Resistencia de la VLN - Clase VT3                    | Team Mathol Racing e.V.                                              | 1        | 0         | 0     | 0  | 1      | s/d    | s/d   |
| Fuente:   |                                                                                   |                                                                      |          |           |       |    |        |        |       |

## Resultados

### Top Race
| Año     | Categorías      | Automóvil           | Equipos           | Posiciones         |
| ------- | --------------- | ------------------- | ----------------- | ------------------ |
| 2007    | Top Race Junior | Chevrolet Vectra II | GT Racing         | 10º (47.00 puntos) |
| 2009    | Top Race V6     | Ford Mondeo II      | DC Performance    | 27º (8.00 puntos)  |
| 2009    | Top Race V6     | Mercedes-Benz C-203 | Gurini Motorsport | 27º (8.00 puntos)  |
| CA 2010 | Top Race V6     | Ford Mondeo II      | DC Performance    | 45.º (8.00 puntos) |
| CA 2010 | Top Race Junior | Chevrolet Vectra II | GT Racing         | Piloto invitado    |

### TC 2000
| Año  | Equipo    | Auto             | 1   | 2   | 3  | 4   | 5   | 6   | 7  | 8   | 9   | 10  | Res. | Puntos |
| ---- | --------- | ---------------- | --- | --- | -- | --- | --- | --- | -- | --- | --- | --- | ---- | ------ |
| 2012 |           |                  | ROS | SJU | GR | OBE | RAF | SMM | RC | SFE | SAL | PDF | 7°   | 87     |
| 2012 | Pro Rally | Honda Civic VIII |     |     |    | 7   | 7   | 3   | 5  | 6   | 10  | 5   | 7°   | 87     |

## Palmarés
| Títulos | Categoría                                        | Automóvil | Años |
| ------- | ------------------------------------------------ | --------- | ---- |
| Campeón | Clase V3 del Campeonato de Resistencia de la VLN | Toyota 86 | 2017 |
| Campeón | Clase V3 del Campeonato de Resistencia de la VLN | Toyota 86 | 2018 |